# Discografia de Misia
La discografia de la cantant japonesa de R&B Misia està formada per nou àlbums d'estudi, 3 àlbums de compilació, 1 EP, 1 àlbum en directe, 6 àlbums de mescles, 26 senzills (incloent-ne un com a artista convidada), 12 senzills promocionals, 8 àlbums en vídeo i 37 vídeoclips. El 1997, Misia va signar un contracte discogràfic amb BMG Japan i es va unir a la llavors prometedor i capaç agència de talents, Rhythmedia. Sota el sub-segell Arista Japan, Misia va editar el seu primer senzill, «Tsutsumikomu Y ni...» el febrer de 1998, seguit per «Hi no Ataru Basho» al mes de maig. Ambdues cançons van tenir una bona rebuda a la ràdio, situant-se a la 22a i la 4a posició respectivament en el llistat anual Tokio Hot 100 de J-Wave. El mes de juny, el seu àlbum de debut Mother Father Brother Sister, va enfilar-se fins a la tercera posició a la llista d'Oricon. L'àlbum va aconseguir la primera posició tres setmanes després i va mantenir-se entre els 5 primers llocs durant 11 setmanes consecutives. Mother Father Brother Sister va aconseguir la certificació pels més de 2 milions de vendes, i va guanyar el Japan Record Award per al Millor Àlbum, així com el Japan Gold Disc Award per a l'Àlbum Pop de l'any.
L'any 2000, el segons àlbum d'estui de Misia, Love Is the Message, va debutar al número u i va aconseguir la certificació per haver venit més de 2 million de còpies. Va guanyar un Japan Record Award per al Millor Àlbum i un Japan Gold Disc Award per a l'Àlbum Pop de l'any. L'àlbum va tenir tres èxits entre els deu primers: «Believe», «Wasurenai Hibi» i «Sweetness». El seu primer àlbum de mescles, Misia Remix 2000 Little Tokyo, es va editar tres mesos després i també va assolir el número u. Va vendre més de 800.000 còpies i és el segon àlbum de mescles més venut de tots els temps al Japó.

## Àlbums

### Àlbums d'estudi
| Títol                        | Detalls de l'àlbum                                                                             | Posició a les llistes | Vendes    | Certificacions |
| ---------------------------- | ---------------------------------------------------------------------------------------------- | --------------------- | --------- | -------------- |
| Mother Father Brother Sister | - Data de llançament: 24 juny 1998 - Segell: Arista Japan - Formats: CD, cassette              | 1                     | 2.580.150 | 2×Milió        |
| Love Is the Message          | - Data de llançament: 1 gener 2000 - Segell: Arista Japan - Formats: CD, cassette              | 1                     | 2.297.880 | 2×Milió        |
| Marvelous                    | - Data de llançament: 25 abril 2001 - Segell: Arista Japan - Formats: CD, cassette             | 1                     | 1.637.540 | Milió          |
| Kiss in the Sky              | - Data de llançament: 26 setembre 2002 - Segell: Rhythmedia Tribe - Formats: CD, cassette      | 1                     | 863.513   | Milió          |
| Mars & Roses                 | - Data de llançament: 11 febrer 2004 - Segell: Rhythmedia Tribe - Formats: CD, cassette        | 3                     | 249.719   | Platí          |
| Singer for Singer            | - Data de llançament: 8 desembre 2004 - Segell: Rhythmedia Tribe - Formats: CD, cassette       | 3                     | 369.548   | Platí          |
| Ascension                    | - Data de llançament: 7 febrer 2007 - Segell: Rhythmedia Tribe - Formats: CD, digital download | 2                     | 127.768   | Or             |
| Eighth World                 | - Data de llançament: 9 gener 2008 - Segell: BMG Japan - Formats: CD, digital download         | 3                     | 131.635   | Or             |
| Just Ballade                 | - Data de llançament: 16 desembre 2009 - Segell: Ariola Japan - Formats: CD, digital download  | 4                     | 142.493   | Or             |
| Soul Quest                   | - Data de llançament: 27 juliol 2011 - Segell: Ariola Japan - Formats: CD, digital download    | 7                     | 39.986    |                |

### Àlbums en directe
| Títol                                           | Detalls de l'àlbum                                                                       | Posició a les llistes | Vendes  | Certificacions |
| ----------------------------------------------- | ---------------------------------------------------------------------------------------- | --------------------- | ------- | -------------- |
| Hoshizora no Live: The Best of Acoustic Ballade | - Data de llançament: 22 octubre 2003 - Segell: Rhythmedia Tribe - Formats: CD, cassette | 2                     | 209.538 | Platí          |

### Àlbumscover
| Títol                        | Detalls de l'àlbum                                                                            | Posició a les llistes | Vendes | Certificacions |
| ---------------------------- | --------------------------------------------------------------------------------------------- | --------------------- | ------ | -------------- |
| Misia no Mori: Forest Covers | - Data de llançament: 14 desembre 2011 - Segell: Ariola Japan - Formats: CD, digital download | 10                    | 28.643 |                |

### Compilacions
| Títol                                             | Detalls de l'àlbum                                                                          | Posició a les llistes | Vendes    | Certificacions |
| ------------------------------------------------- | ------------------------------------------------------------------------------------------- | --------------------- | --------- | -------------- |
| Misia Greatest Hits                               | - Released: 3 març 2002 - Label: Arista Japan - Formats: CD, cassette                       | 1                     | 1.852.164 | 2×Milió        |
| Misia Single Collection: 5th Anniversary          | - Data de llançament: 3 desembre 2003 - Segell: BMG Japan - Formats: CD, cassette           | 8                     | 139.123   | Or             |
| Misia Love & Ballads: The Best Ballade Collection | - Data de llançament: 16 juny 2004 - Segell: BMG Japan - Formats: CD, cassette              | 1                     | 175.187   | Or             |
| Super Best Records: 15th Celebration              | - Data de llançament: 20 febrer 2013 - Segell: Ariola Japan - Formats: CD, digital download | 1                     | 147.000   | Or             |

### EP (Extended Play)
| Títol         | Detalls de l'àlbum                                                                        | Posició a les llistes | Vendes  | Certificacions |
| ------------- | ----------------------------------------------------------------------------------------- | --------------------- | ------- | -------------- |
| The Glory Day | - Data de llançament: 21 novembre 1998 - Segell: Arista Japan - Formats: CD, LP, cassette | 6                     | 748.390 | 3×Platí        |

### Àlbums de mescles
| Misia Remix 1999                                                                          | - Data de llançament: 9 juny 1999 - Segell: Arista Japan - Formats: LP, cassette         | 36 | 13.660  |       |
| Misia Remix 2000 Little Tokyo                                                             | - Data de llançament: 19 abril 2000 - Segell: Arista Japan - Formats: CD, cassette       | 1  | 830.640 | Milió |
| Misia Remix 2002 World Peace                                                              | - Data de llançament: 21 novembre 2001 - Segell: Arista Japan - Formats: CD, cassette    | 3  | 332.510 | Platí |
| Misia Remix 2003 Kiss in the Sky: Non Stop Mix                                            | - Data de llançament: 23 abril 2003 - Segell: Rhythmedia Tribe - Formats: CD, cassette   | 3  | 84.473  | Or    |
| Decimo X Anniversario de Misia: The Tour of Misia 2008 Eighth World + The Best DJ Remixes | - Data de llançament: 25 juny 2008 - Segell: BMG Japan - Formats: CD, descàrrega digital | 15 | 20.482  |       |
| Misia The DJ Remixes Complete Box                                                         | - Data de llançament: 25 juny 2008 - Segell: BMG Japan - Formats: descàrrega digital     | —  |         |       |
| "—" denotes items that were not released or missing information.                          |                                                                                          |    |         |       |

## Senzills

### Com a artista principal
| Títol                                                            | Any  | Llista Oricon de senzills | Llista Oricon de senzills | Llista Oricon de senzills | Llista Oricon de senzills | Llista Oricon de senzills | Llista Billboard del Japó | Llista Billboard del Japó | Llista Billboard del Japó | Àlbum                                |
| Títol                                                            | Any  | Posició a les llistes     | Posició a les llistes     | Posició a les llistes     | Vendes                    | Vendes                    | Hot 100                   | Hot Top Airplay           | Hot Singles Sales         | Àlbum                                |
| Títol                                                            | Any  | Diari                     | Setmanal                  | Anual                     | Debut                     | Total                     | Hot 100                   | Hot Top Airplay           | Hot Singles Sales         | Àlbum                                |
| ---------------------------------------------------------------- | ---- | ------------------------- | ------------------------- | ------------------------- | ------------------------- | ------------------------- | ------------------------- | ------------------------- | ------------------------- | ------------------------------------ |
| "Tsutsumikomu Yō ni..." (12 cm)                                  | 1998 | —                         | 20                        | 89                        | 2.350                     | 269.280                   | 32                        | 24                        | —                         | Mother Father Brother Sister         |
| "Tsutsumikomu Yō ni..." (8 cm)                                   | 1998 | —                         | 11                        | 61                        | 3.030                     | 408.580                   | 32                        | 24                        | —                         | Mother Father Brother Sister         |
| "Hi no Ataru Basho"                                              | 1998 | —                         | 9                         | —                         | 31.450                    | 223.150                   | —                         | —                         | —                         | Mother Father Brother Sister         |
| "Believe" (12 cm)                                                | 1999 | —                         | 2                         | 82                        | 95.930                    | 280.700                   | —                         | —                         | —                         | Love Is the Message                  |
| "Believe" (8 cm)                                                 | 1999 | —                         | 23                        | —                         | 13.030                    | 66.240                    | —                         | —                         | —                         | Love Is the Message                  |
| "Wasurenai Hibi"                                                 | 1999 | 3                         | 4                         | 65                        | 119.630                   | 403.350                   | —                         | —                         | —                         | Love Is the Message                  |
| "Sweetness"                                                      | 1999 | 4                         | 7                         | —                         | 92.290                    | 226.130                   | —                         | —                         | —                         | Love Is the Message                  |
| "Escape"                                                         | 2000 | 2                         | 7                         | 100                       | 81.130                    | 257.610                   | —                         | —                         | —                         | Marvelous                            |
| "Everything"                                                     | 2000 | 1                         | 1                         | 12                        | 306.580                   | 1.878.380                 | —                         | —                         | —                         | Marvelous                            |
| "I Miss You (Toki o Koete)" (with DCT)                           | 2001 | 2                         | 3                         | 38                        | 224.740                   | 432.050                   | —                         | —                         | —                         | Marvelous                            |
| "Hatenaku Tsuzuku Story"                                         | 2002 | 2                         | 3                         | 68                        | 86.780                    | 181.210                   | —                         | —                         | —                         | Kiss in the Sky                      |
| "Nemurenu Yoru wa Kimi no Sei"                                   | 2002 | 1                         | 1                         | 28                        | 128.630                   | 322.361                   | —                         | —                         | —                         | Kiss in the Sky                      |
| "Back Blocks"                                                    | 2002 | 6                         | 7                         | —                         | 30.846                    | 63.106                    | —                         | —                         | —                         | Kiss in the Sky                      |
| "Kokoro Hitotsu"                                                 | 2003 | 5                         | 7                         | —                         | 36.771                    | 69.884                    | —                         | —                         | —                         | Mars & Roses                         |
| "In My Soul/Snow Song from Mars & Roses"                         | 2003 | 5                         | 7                         | —                         | 26.475                    | 48.669                    | —                         | —                         | —                         | Mars & Roses                         |
| "Namae no Nai Sora o Miagete"                                    | 2004 | 7                         | 9                         | 166                       | 22.832                    | 58.253                    | —                         | —                         | —                         | Singer for Singer                    |
| "Luv Parade/Color of Life"                                       | 2006 | 11                        | 16                        | —                         | 13.632                    | 24.410                    | —                         | —                         | —                         | Ascension                            |
| "Sea of Dreams: Tokyo DisneySea 5th Anniversary Theme Song"      | 2006 | 9                         | 13                        | —                         | 16.813                    | 30.921                    | —                         | —                         | —                         | Ascension                            |
| "Any Love"                                                       | 2007 | 7                         | 8                         | —                         | 13.811                    | 22.876                    | —                         | —                         | —                         | Eighth World                         |
| "Royal Chocolate Flush"                                          | 2007 | 4                         | 10                        | —                         | 11.670                    | 19.576                    | 56                        | —                         | —                         | Eighth World                         |
| "Yes Forever"                                                    | 2008 | 7                         | 15                        | 546                       | 6.761                     | 10.505                    | 4                         | 4                         | —                         | Just Ballade                         |
| "Yakusoku no Tsubasa"                                            | 2008 | 8                         | 12                        | 481                       | 8.042                     | 13.095                    | 4                         | 3                         | —                         | Just Ballade                         |
| "Catch the Rainbow"                                              | 2008 | 6                         | 11                        | —                         | 7.271                     | 12.150                    | 2                         | 1                         | 15                        | Non-album release                    |
| "Ginga/Itsumademo"                                               | 2009 | 11                        | 15                        | —                         | 6,319                     | 9,930                     | 9                         | 7                         | 17                        | Just Ballade                         |
| "Aitakute Ima"                                                   | 2009 | 6                         | 9                         | 185                       | 15,804                    | 46,524                    | 3                         | 3                         | 9                         | Just Ballade                         |
| "Hoshi no Yō ni..."                                              | 2009 | 9                         | 18                        | —                         | 4,685                     | 6,204                     | 8                         | 10                        | 27                        | Just Ballade                         |
| "Kioku"                                                          | 2011 | 14                        | 21                        | —                         | 5,540                     | 7,954                     | 22                        | 25                        | 24                        | Soul Quest                           |
| "Koi wa Owaranai Zutto"                                          | 2012 | 11                        | 17                        | —                         | 5,174                     | 11,031                    | 16                        | 26                        | 15                        | Super Best Records: 15th Celebration |
| "Deepness"                                                       | 2012 | 11                        | 15                        | —                         | 5,491                     | 12,179                    | 10                        | 29                        | 12                        | Super Best Records: 15th Celebration |
| "Back in Love Again" (artista convidat Tomoyasu Hotei)           | 2012 | 12                        | 18                        | —                         | 4,369                     | 6,841                     | 12                        | 17                        | 14                        | Super Best Records: 15th Celebration |
| "Shiawase o Forever"                                             | 2013 | —                         | —                         | —                         | —                         | —                         | —                         | —                         | —                         | N/D                                  |
| "—" denota elements que no van ser editats o manca d'informació. |      |                           |                           |                           |                           |                           |                           |                           |                           |                                      |

### Com a artista convidada
| T'tiol                                                                  | Any  | Llista Oricon de senzills | Llista Oricon de senzills | Llista Oricon de senzills | Llista Oricon de senzills | Llista Oricon de senzills | Llista Billboard del Japó | Llista Billboard del Japó | Llista Billboard del Japó | Àlbum        |
| T'tiol                                                                  | Any  | Posició a les llistes     | Posició a les llistes     | Posició a les llistes     | Vendes                    | Vendes                    | Hot 100                   | Hot Top Airplay           | Hot Singles Sales         | Àlbum        |
| T'tiol                                                                  | Any  | Diari                     | Setmanal                  | Anual                     | Debut                     | Total                     | Hot 100                   | Hot Top Airplay           | Hot Singles Sales         | Àlbum        |
| ----------------------------------------------------------------------- | ---- | ------------------------- | ------------------------- | ------------------------- | ------------------------- | ------------------------- | ------------------------- | ------------------------- | ------------------------- | ------------ |
| "Flying Easy Loving Crazy" (Toshinobu Kubota; artista convidada: Misia) | 2008 | 10                        | 18                        | 553                       | 6,071                     | 10,324                    | 26                        | —                         | —                         | Timeless Fly |
| "—" significa manca d'informació.                                       |      |                           |                           |                           |                           |                           |                           |                           |                           |              |

### Senzills digitals
| Títol                                                                             | Any  | Llista Billboard del Japó | Llista Billboard del Japó | Llista Billboard del Japó  | Àlbum                                             |
| Títol                                                                             | Any  | Hot 100                   | Hot Top Airplay           | Adult Contemporary Airplay | Àlbum                                             |
| --------------------------------------------------------------------------------- | ---- | ------------------------- | ------------------------- | -------------------------- | ------------------------------------------------- |
| "Song for You"                                                                    | 2005 | —                         | —                         | —                          | Ascension                                         |
| "Shinin' (Nijiiro no Rhythm)"                                                     | 2005 | —                         | —                         | —                          | Ascension                                         |
| "Song for You" (live from Hoshizora no Live IV at Nīgata)                         | 2007 | —                         | —                         | —                          | Non-album release                                 |
| "Hadashi no Kisetsu" (live from Hoshizora no Live IV)                             | 2007 | —                         | —                         | —                          | Non-album release                                 |
| "Sukoshi Zutsu, Taisetsu ni"                                                      | 2009 | 42                        | 36                        | 48                         | Just Ballade                                      |
| "Edge of This World"                                                              | 2010 | 48                        | 43                        | —                          | Soul Quest                                        |
| "Maware Maware" (with M2J and Francis Jocky)                                      | 2010 | 55                        | 47                        | 77                         | Listen Up! The Official 2010 FIFA World Cup Album |
| "Everything" (Junior + Gomi Cup Noodle 39 Remix)                                  | 2010 | —                         | —                         | —                          | Non-album release                                 |
| "Aitakute Ima" (Gomi Remix)                                                       | 2010 | —                         | —                         | —                          | Non-album release                                 |
| "Life in Harmony"                                                                 | 2010 | —                         | —                         | —                          | David Foster Presents Love, Again                 |
| "Ashita e" (Live Version)                                                         | 2011 | —                         | —                         | —                          | Non-album release                                 |
| "Maware Maware" (Gomi's Lair Club Remix)                                          | 2011 | —                         | —                         | —                          | Non-album release                                 |
| "—" denotes items that did not chart or were not released or missing information. |      |                           |                           |                            |                                                   |

## Altres cançons a les llistes
| Title                                                        | Year | Billboard Japan Charts | Billboard Japan Charts | Billboard Japan Charts     | Album                                |
| Title                                                        | Year | Hot 100                | Hot Top Airplay        | Adult Contemporary Airplay | Album                                |
| ------------------------------------------------------------ | ---- | ---------------------- | ---------------------- | -------------------------- | ------------------------------------ |
| "Into the Light"                                             | 1999 | —                      | —                      | 85                         | The Glory Day                        |
| "Taiyō no Chizu"                                             | 2008 | 38                     | —                      | —                          | Eighth World                         |
| "To Be in Love"                                              | 2008 | 47                     | —                      | —                          | Eighth World                         |
| "Kimi wa Sōgen ni Nekoronde"                                 | 2008 | 74                     | —                      | —                          | Eighth World                         |
| "This Is Me"                                                 | 2011 | 67                     | 47                     | 55                         | Soul Quest                           |
| "Smile"                                                      | 2011 | 41                     | 25                     | 38                         | Misia no Mori: Forest Covers         |
| "Holiday"                                                    | 2013 | —                      | —                      | 51                         | Super Best Records: 15th Celebration |
| "—" denotes items that did not chart or missing information. |      |                        |                        |                            |                                      |

## Vídeos

### Àlbums en vídeo
| Títol                                                                    | Detalls de l'àlbum                                                                       | Posició a les llistes |
| ------------------------------------------------------------------------ | ---------------------------------------------------------------------------------------- | --------------------- |
| WM                                                                       | - Data de llançament: 1 abril 1999 - segell: Arista Japan - Formats: VHS                 | 3                     |
| Love is the Message: The Tour of Misia 1999-2000                         | - Data de llançament: 26 juliol 2000 - Segell: Arista Japan - Formats: DVD, VHS          | 6                     |
| The Tour of Misia 2001                                                   | - Data de llançament: 29 maig 2001 - Segell: Arista Japan - Formats: DVD, VHS            | 3                     |
| Collection: Music Clips Since 1998                                       | - Data de llançament: 7 juliol 2001 - Segell: Arista Japan - Formats: DVD, VHS           | 6                     |
| The Tour of Misia 2002                                                   | - Data de llançament: 27 març 2002 - Segell: Rhythmedia Tribe - Formats: DVD             | 4                     |
| The Tour of Misia 2003 Kiss in the Sky in Sapporo Dome                   | - Data de llançament: 26 març 2003 - Segell: Rhythmedia Tribe - Formats: DVD             | 8                     |
| The Tour of Misia 2004 Mars & Roses                                      | - Data de llançament:31 març 2004 - Segell: Rhythmedia Tribe - Formats: DVD              | 5                     |
| Hoshizora no Live II: Acoustic Live in Okinawa                           | - Data de llançament: 7 juliol 2004 - Segell: Rhythmedia Tribe - Formats: DVD            | 9                     |
| Misia My Music Video Awards                                              | - Data de llançament: 8 setembre 2004 - Segell: Rhythmedia Tribe - Formats: DVD          | 8                     |
| The Singer Show: The Tour of Misia 2005                                  | - Data de llançament: 7 juliol 2005 - Segell: Rhythmedia Tribe - Formats: DVD            | 12                    |
| Hoshizora no Live III: Music Is a Joy Forever                            | - Data de llançament: 12 desembre 2006 - Segell: Rhythmedia Tribe - Formats: DVD         | 12                    |
| Hoshizora no Live Star Package: II & III                                 | - Data de llançament: 12 desembre 2006 - Segell: Rhythmedia Tribe - Formats: DVD         | 12                    |
| The Tour of Misia 2007 Ascension                                         | - Data de llançament: 4 juliol 2007 - Segell: BMG Japan - Formats: BD, DVD               | 7                     |
| Hoshizora no Live IV Classics + Film of Misia in Kibera Slum             | - Data de llançament: 5 desembre 2007 - Segell: BMG Japan - Formats: DVD                 | 14                    |
| The Tour of Misia 2008 Eighth World                                      | - Data de llançament: 25 juny 2008 - Segells: BMG Japan, Ariola Japan - Formats: BD, DVD | 15                    |
| The Tour of Misia Discotheque Asia                                       | - Data de llançament: 10 juny 2009 - Segell: Ariola Japan - Formats: BD, DVD             | 4                     |
| Hoshizora no Live V Just Ballade: Misia with Hoshizora no Orchestra 2010 | - Data de llançament: 26 maig 2010 - Segell: Ariola Japan - Formats: BD, DVD             | 11                    |
| Hoshizora no Live VI Encore 2010: International Year of Biodiversity     | - Data de llançament: 20 octubre 2010 - Segell: Ariola Japan - Formats: BD, DVD          | 12                    |
| The Tour of Misia Japan Soul Quest: Grand Finale 2012 in Yokohama Arena  | - Data de llançament: 20 juny 2012 - Segell: Ariola Japan - Formats: BD, DVD             | 11                    |

### Vídeoclips
| Any  | Títol                                                                       | Director(s)                  |
| ---- | --------------------------------------------------------------------------- | ---------------------------- |
| 1998 | "Tsutsumikomu Yō ni..."                                                     | Ukon Kamimura                |
| 1998 | "Hi no Ataru Basho"                                                         | Ukon Kamimura                |
| 1998 | "Key of Love (Ai no Yukue)"                                                 | Mitsuhiro "S" Iizuka         |
| 1999 | "Believe"                                                                   | Ukon Kamimura                |
| 1999 | "Wasurenai Hibi"                                                            | Ukon Kamimura                |
| 1999 | "Sweetness"                                                                 | Ukon Kamimura                |
| 2000 | "Escape"                                                                    | Ukon Kamimura                |
| 2000 | "Everything"                                                                | Ukon Kamimura                |
| 2001 | "I Miss You (Toki o Koete)" (amb DCT)                                       | Mitsuhiro "S" Iizuka         |
| 2001 | "Rhythm Reflection"                                                         | Kōki Tange                   |
| 2002 | "Hatenaku Tsuzuku Story"                                                    | Mitsuhiro "S" Iizuka         |
| 2002 | "Nemurenu Yoru wa Kimi no Sei"                                              | Noriyuki Tanaka              |
| 2002 | "Don't Stop Music!"                                                         | Kōki Tange                   |
| 2002 | "Back Blocks"                                                               | Ukon Kamimura                |
| 2003 | "Kokoro Hitotsu"                                                            | Hiroto Tanigawa              |
| 2003 | "In My Soul"                                                                | Kōki Tange                   |
| 2003 | "Snow Song"                                                                 | Ukon Kamimura                |
| 2004 | "Namae no Nai Sora o Miagete"                                               | Noriyuki Tanaka              |
| 2004 | "Holy Hold Me"                                                              | Yasuo Inoue                  |
| 2006 | "Luv Parade"                                                                | Ukon Kamimura                |
| 2007 | "Angel"                                                                     | Mitsuhiro "S" Iizuka         |
| 2007 | "Any Love"                                                                  | Mitsuo Shindō                |
| 2007 | "Royal Chocolate Flush"                                                     | Hiroto Tanigawa              |
| 2008 | "Yes Forever"                                                               | Ukon Kamimura                |
| 2008 | "Flying Easy Loving Crazy" (Toshinobu Kubota amb la col·laboració de Misia) | Kensuke Kawamura             |
| 2008 | "Yakusoku no Tsubasa"                                                       | Tomoo Noda                   |
| 2008 | "Catch the Rainbow"                                                         | Mitsuo Shindō                |
| 2008 | "Catch the Rainbow" (Versió en directe)                                     | Mitsuhiro "S" Iizuka         |
| 2009 | "Ginga"                                                                     | Ukon Kamimura                |
| 2009 | "Aitakute Ima"                                                              | Noriyuki Tanaka              |
| 2009 | "Hoshi no Yō ni..."                                                         | Tomoo Noda                   |
| 2009 | "Baobab no Ki no Shita de"                                                  | Mitsuo Shindō                |
| 2010 | "Edge of This World"                                                        | Mitsuhiro "S" Iizuka         |
| 2010 | "Aitakute Ima" (Versió en directe)                                          | Mitsuhiro "S" Iizuka         |
| 2010 | "Everything" (Versió en directe)                                            | Mitsuhiro "S" Iizuka         |
| 2010 | "Maware Maware" (amb les col·laboracions de M2J i Francis Jocky)            | Ukon Kamimura                |
| 2011 | "Kioku"                                                                     | Elecrotnik                   |
| 2011 | "This Is Me"                                                                | Elecrotnik                   |
| 2011 | "Smile"                                                                     | Shinichi "Sam" Kawase        |
| 2012 | "Koi wa Owaranai Zutto"                                                     | Mitsuo Shindō                |
| 2012 | "Deepness"                                                                  | Sayaka Nakane                |
| 2012 | "Back In Love Again" (Misia amb Tomoyasu Hotei com a artista convidat)      | Mitsuo Shindō, Sayaka Nakane |
| 2013 | "Holiday"                                                                   | Ellie Omiya                  |